# Aermacchi Ala d’Oro

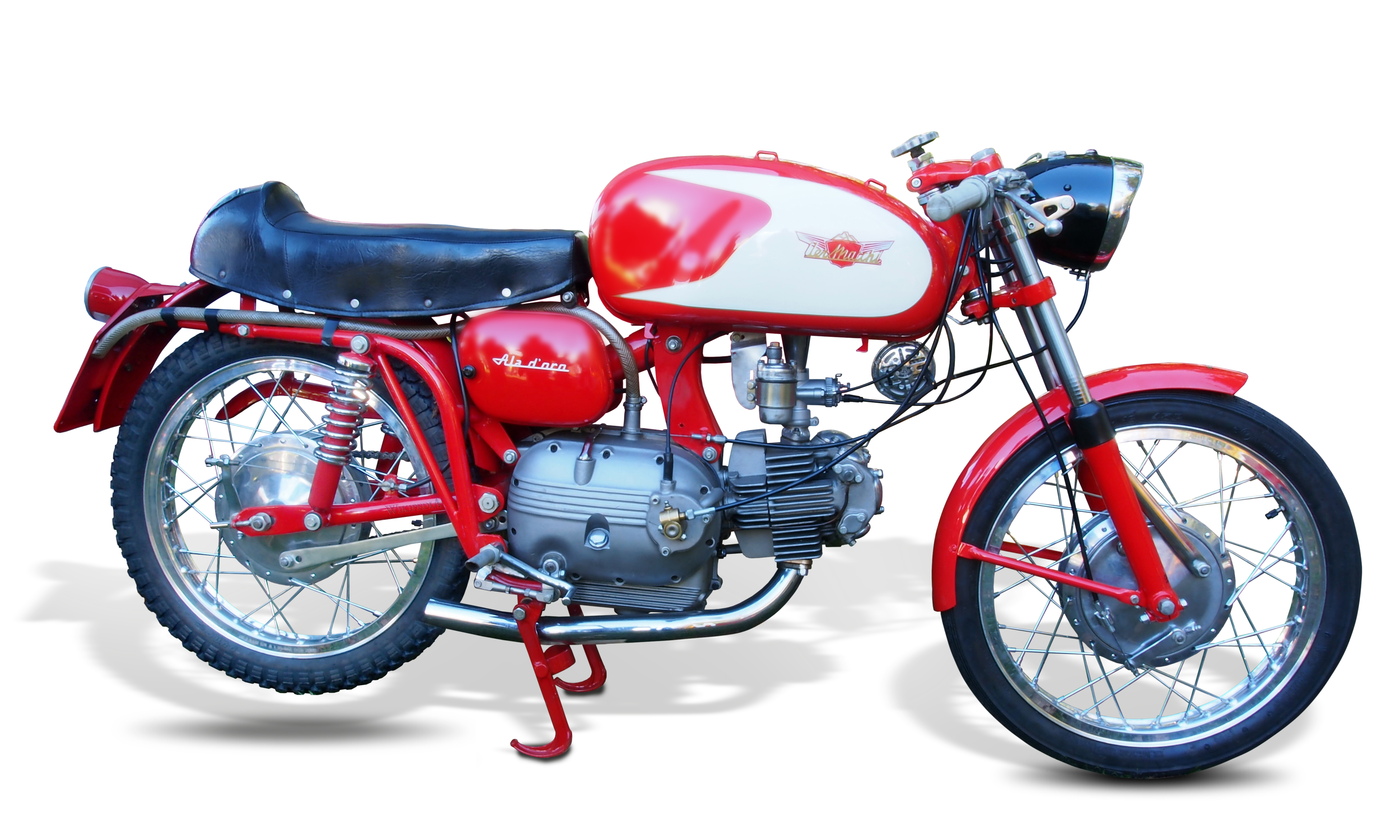
Aermacchi Ala d’Oro Straßenversion, in einer frühen Ausführung (vor dem Einstieg von HD, erkennbar am Tankemblem)

Die Aermacchi Ala d’Oro waren eine Gruppe von Rennmotorrädern des italienischen Herstellers Aeronautica Macchi (später: Aermacchi-Harley-Davidson), die in verschiedenen Hubraumgrößen von 1957 bis 1972 gebaut wurden, um bei verschiedenen nationalen und internationalen Motorradrennserien anzutreten. „Ala d’Oro“ bedeutet im Deutschen „Goldener Flügel“.

## Geschichte
Die Gebrüder Giovanni und Agostino Macchi bauten ab der zweiten Hälfte des 19. Jahrhunderts Kutschen. Ihre Nachkommen Giuseppe, Enrico und Giulio Macchi gründeten 1905 die Aktiengesellschaft Società Anonima Fratelli Macchi, ein Unternehmen, das zunächst vorwiegend im Eisenbahnbau tätig war. Ab 1912 begannen sie Flugzeuge (ab 1946 Aermacchi) zu fertigen. 1948 begann Giulio Macchi auch mit der Herstellung von Motorrädern (unter der Marke Aermacchi) in einem Zweigwerk in Mailand. Das erste Modell war ein einfaches Modell mit einem 123-cm³-Zweitakter dem bald weitere Maschinen mit Viertakt-OHV-Motor folgten. Die Ursprünge der Ala d’Oro gehen auf das Jahr 1958 zurück.

## Drei Varianten und zwei „Sonderfälle“
Die drei Modell-Varianten, die als reine „Werksmaschinen“ zu bezeichnen sind, waren:

### Ala d’Oro 175
Für die italienischen Motorrad-Straßenmeisterschaft fertigte Aermacchi eine vom Serienmodell Ala Rossa abgeleitete 175 cm³ Maschine mit 1-Zylinder-Viertaktmotor, die zwischen 11,8 und 15,5 PS (8,7–11,4 kW) leistete. Im selben Jahr konnte die Leistung des weiterentwickelten Modells auf 20,8 PS (15,3 kW) gesteigert werden. Es erreichte nun eine Höchstgeschwindigkeit von 160 km/h. Dieses Rennmotorrad konnte in den italienischen Jugendwettbewerben und in der italienischen Motorrad-Bergmeisterschaft mit der Moto Morini Settebello konkurrieren, welche mehrmals von Angelo Tenconi gewonnen wurden.

### Ala d’Oro 250
Im Jahr 1960 wurde der 175er ein Modell mit 250 cm³ Hubraum zur Seite gestellt, mit welchem Aermacchi erstmals in der Motorrad-Weltmeisterschaft antrat. Auf dem TT Circuit Assen in Assen erreichte Alberto Pagani, der Sohn des ehemaligen Weltmeisters Nello Pagani den 9. Platz. Beim Großen Preis von Belgien auf dem Circuit de Spa-Francorchamps, eine Woche später, wurde Pagani bereits fünfter. Die Resultate mit dieser 250er veranlasste die Geschäftsleitung von Aeronatica Macchi, für die Saison 1961 eine Kleinserie der Ala d’Oro 250 (mit dem Zusatz „DS“) zum Verkauf an Privatfahrer aufzulegen. Da die Leistung nicht mehr gesteigert werden konnte (das 1961er-Modell leistete 26 PS [19,1 kW] bei 9000/min), waren die Vorteile der Aermacchi ihr geringes Gewicht (102 kg) und dank der langhubigen Auslegung des Viertaktmotors (Bohrung × Hub = 66 mm × 72 mm) ihr hohes Drehmoment bei niedrigen Drehzahlen. Die weitere technische Ausstattung umfasste unter anderem ein Vierganggetriebe mit Mehrscheiben-Ölbadkupplung und einen 30-mm-Dell’Orto-Vergaser.

### Ala d’Oro 350
die Werks-Rennfahrer von Aermacchi (wiederum Pagani, Gilberto Milani) testeten ab 1961 ein Modell für die 350er-Klasse. Beim Modell Wechsel zum Jahr 1962 änderte sich bei der Ala d’Oro wenig: Die Nocken wurden etwas steiler und die Motorleistung stieg um 2 PS (1,47 kW), die Drehzahl um 200/min. Standfestigkeitsprobleme infolge von z. B. abgebrochener Getriebewellen und wiederholten Kolbenfressern, verhinderten weitere Leistungssteigerungen beim Viertaktmotor. Das Modell von 1963 wurde jedoch in mancherlei Hinsicht überarbeitet, z. B. Kolben, Steuerung und ein neues Fünfganggetriebe. 1964 wurde das Modell DS-S eingeführt. Angetrieben wurde sie von einem neuen konstruierten, kurzhubigem Aggregat welches ein breiteres nutzbares Drehzahlband bereitstellte. Mit einer Bohrung von 72 mm und einem Hub von 61 mm ergab sich nun ein Hubraum von 439,2 cm³ was eine Leistung von 32 PS (23,5 kW) bei 9400/min ermöglichte. Der Rote Bereich soll erst bei 10.000/min begonnen haben.
Ab 1964 wurde die Ala d’Oro auch Privatfahrern zugänglich gemacht. Sie hatte jedoch einen Langhubmotor (Bohrung × Hub = 74 mm × 80 mm) und vier Gänge, wurde aber später mit einem Fünfganggetriebe ausgerüstet. 1966 wurden die Motoren der Ala d’Oros mit einer Trockenkupplung ausgestattet und die Getriebeübersetzung verlängert; es wurden neue Kolben verwendet und ein größerer Vergaser (35 mm für die 250er und 38 mm für die 350er), was die Motorräder insgesamt zuverlässiger machte. Für die Motorrad-Weltmeisterschaft 1968 stattete Aermacchi für seine Werksrennfahrer die 350er mit einem Kurzhubmotor (Bohrung × Hub = 77 mm × 75 mm) aus, der bei 8400/min 42 PS (30,9 kW) abgab und eine Höchstgeschwindigkeit von 210 km/h ermöglichte. Der Australier Kel Carruthers erreichte damit im Rennen den dritten Platz. Bei der Motorrad-Weltmeisterschaft 1969 gewann die Ala d’Oro zahlreiche Preise in der 350er-Klasse.
Eine gewisse Sonderrolle innerhalb der„Ala d’Oro-Famile“ nehmen die beiden folgenden Maschinen ein:

### Ala d’Oro „400“
In der 500er-Klasse (auch Königsklasse genannt) trat Aermacchi, unter der Leitung von Harley-Davidson, mit einer in Zusammenarbeit mit Rickman gebauten, und auf 408 cm³ aufgebohrten 350er an. Sie wurde bekannt als Aermacchi Harley-Davidson (auch Rickman 408 GP). Bei der Weltmeisterschaft 1969 konnten damit beachtliche Erfolge gefeiert werden. Beim Großen Preis von Spanien wurde Carruthers Zweiter. Bei der Isle of Man TT (Tourist Trophy) Brian Steenson ebenfalls Zweiter. Beim Großen Preis von Italien in Imola und beim Großen Preis von Jugoslawien in Abbazia konnte Milani jeweils Zweiter werden. Diese Plätze wurden auch in der Saison 1970 erreicht. Alan Barnett bei der Tourist Trophy, Angelo Bergamonti jeweils in Jugoslawien und Holland und Giuseppe Mandolini in Spanien.
All diese Bemühungen blieben später wegen der Fortschritte bei den Zweitaktmotoren ohne Erfolg. Ende der 1960er-Jahre ging die Motorradabteilung von Aermacchi in den Besitz von Harley-Davidson über. Als Antwort auf die Herausforderung durch die Yamaha TD und die Yamaha TR brachte Aermacchi-Harley-Davidson 1971 die Zweizylindermaschine Harley-Davidson RR heraus, die auf den Erfahrungen mit der Aermacchi Aletta 125 seit 1967 fußte.

### Aletta d’Oro 125
Während alle anderen Maschinen mit dem liegenden 1-Zylinder-Viertaktmotor in (unterschiedlichen Hubraugrößen) ausgestattet waren, hatte die „Aletta“ (italienisch für „Flügelchen“) einen Zweitaktmotor mit 125 cm³, der etwa 20 PS leistete und Spitzengeschwindigkeiten von bis zu 160 km/h ermöglichte. Von der Aletta d’Oro 125 wurden 50 Stück hergestellt, und das Motorrad wurde auch als so genannter „Production Racer“ angeboten, das heißt sie war auch für Privatfahrer verfügbar.

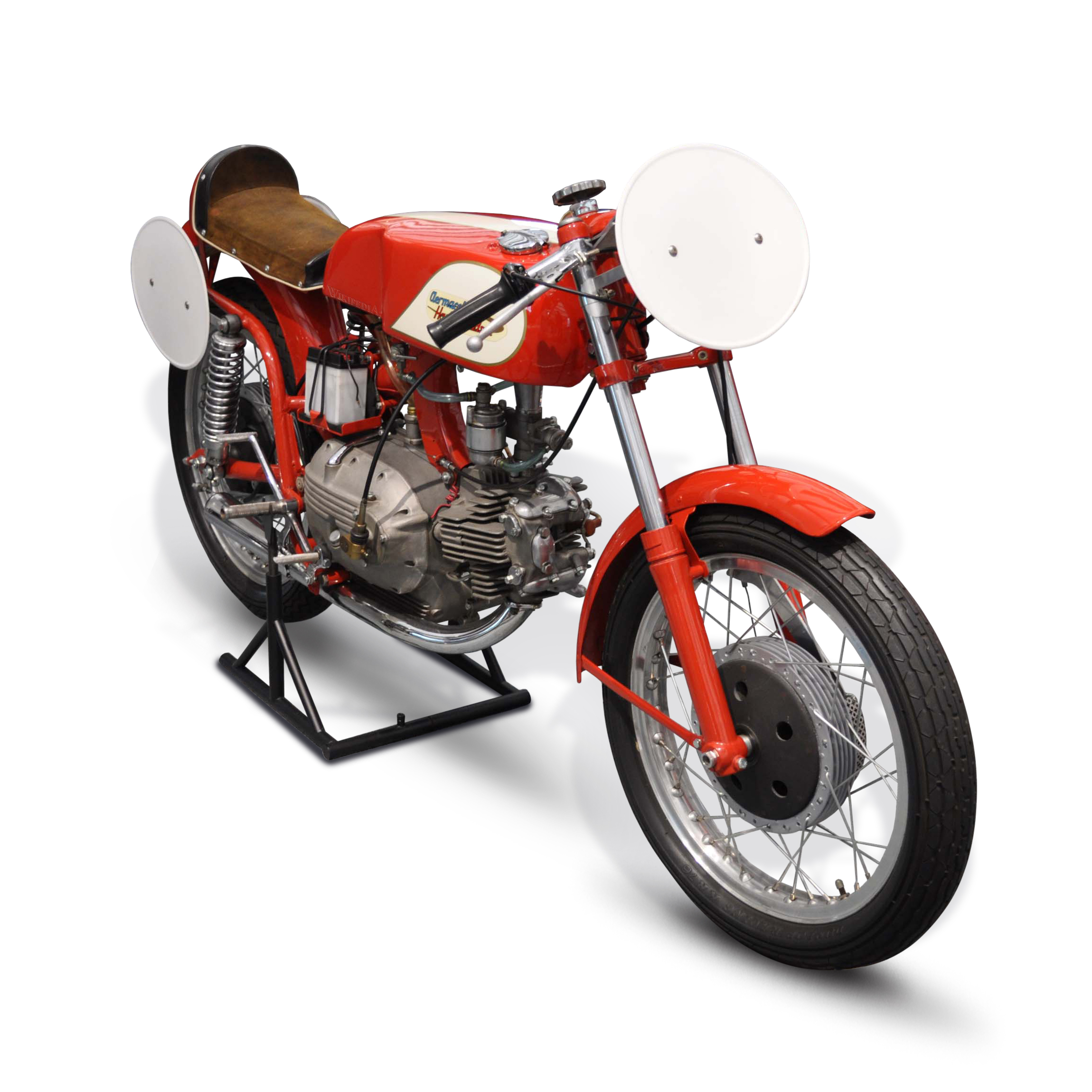
Eine frühe Version der Ala d’Oro 175 (1963)
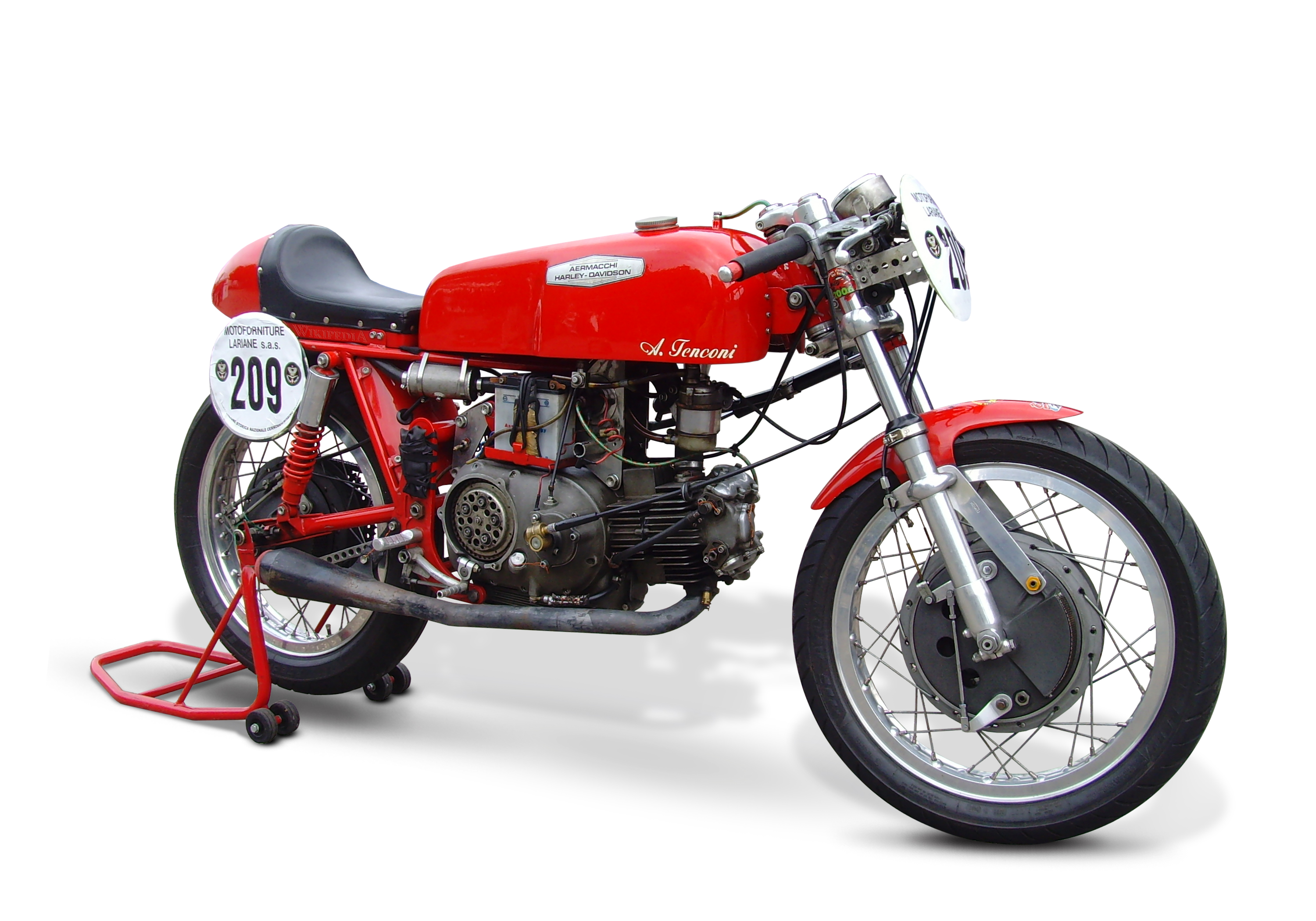
250er Ala d'Oro Werksrennmaschine, gefahren von Angelo Tenconi (1968)
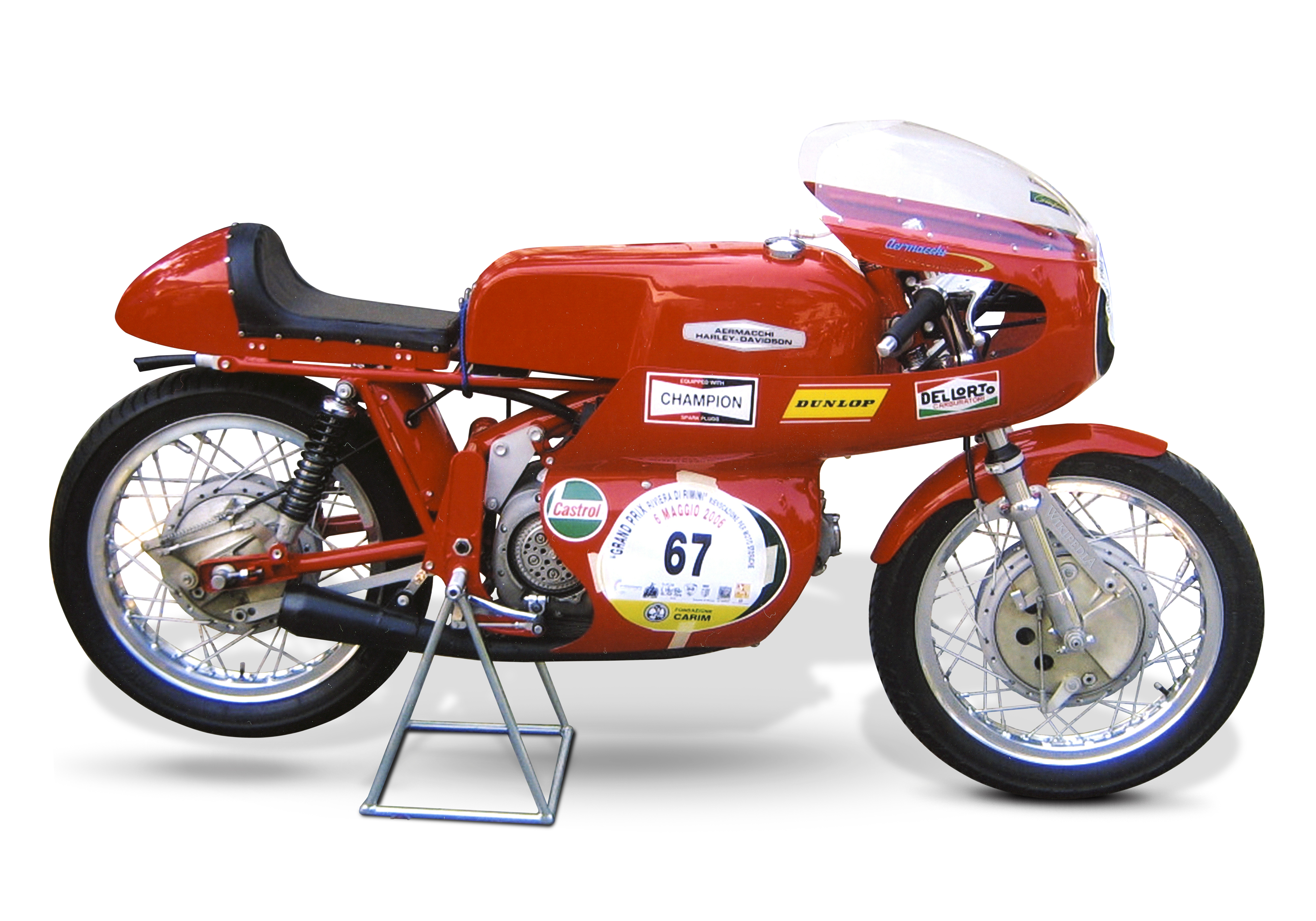
Aermacchi Ala d'Oro 350 DS-S (1968)
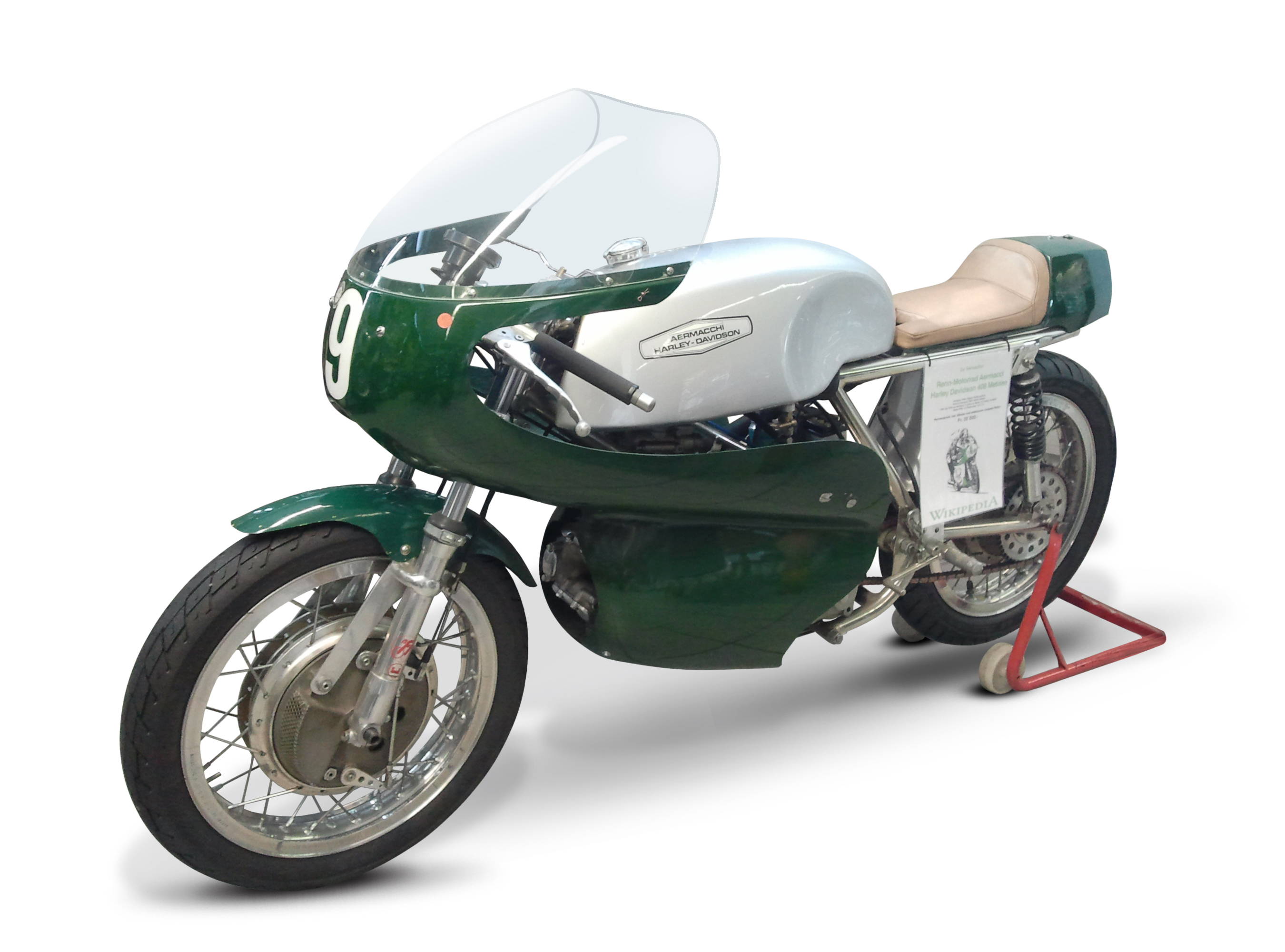
Aermacchi-Harley-Davidson Ala d'Oro „400“ (in Kooperation mit Rickman) Werks-Rennmotorad (ca. 1968)
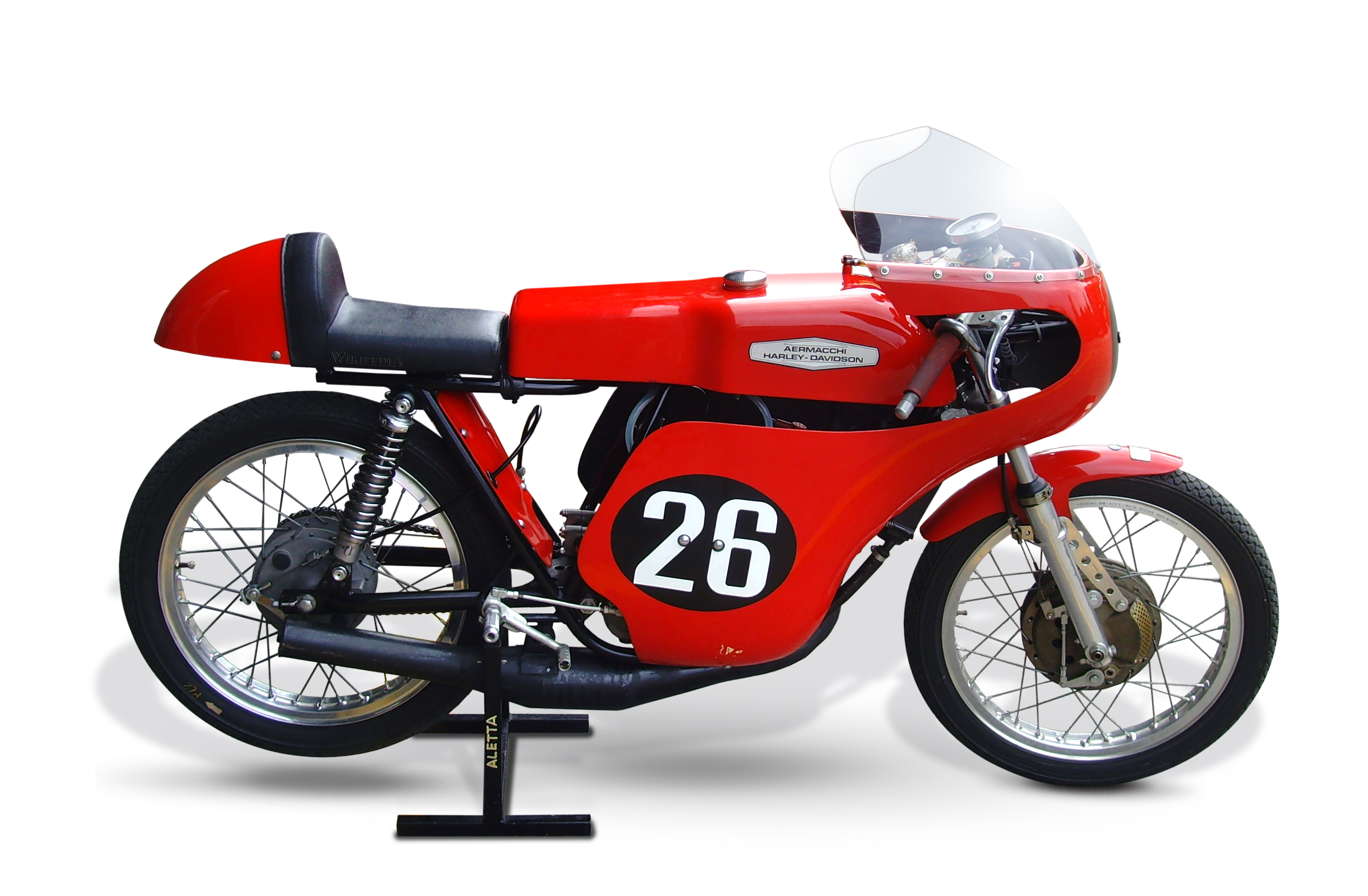
Aermacchi-Harley Davidson 125 Ala d'Oro (1969–1972), auch bekannt als „Aletta d'Oro“ (1969–1972)

## Technische Daten
Folgende Angaben lassen sich finden.

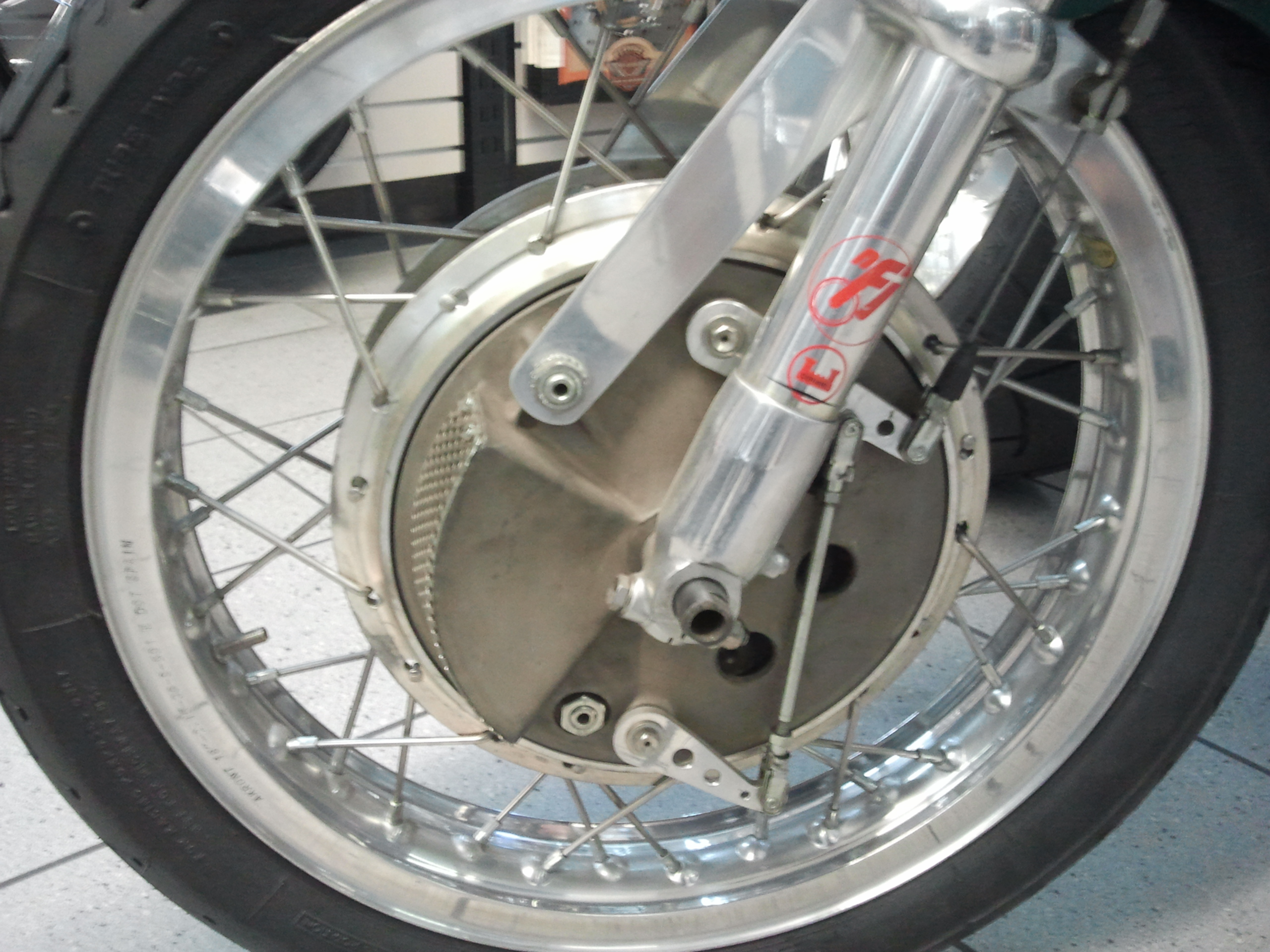
Bereits 1968 setzte Rickman bei der 408er innenbelüftete Duplex-Bremsen am Vorderrad ein

| Typ                   | Ala d’Oro 175              | Ala d’Oro 250               | Ala d’Oro 350               |
| --------------------- | -------------------------- | --------------------------- | --------------------------- |
| Bauzeitraum           | 1957–1965                  | 1959–1972                   | 1964–1972                   |
| Hubraum               | 172,4 cm³                  | 246,2 – 248,4 cm³           | 344,1 – 349,2 cm³           |
| Bohrung × Hub         | 60 mm × 61 mm              | 66 mm × 72 mm 72 mm × 61 mm | 74 mm × 80 mm 77 mm × 75 mm |
| Leistung              | 11,8–20,8 PS (8,7–15,3 kW) | 26,0–32,0 PS (19,1–23,5 kW) | ?–42,0 PS (?–30,9 kW)       |
| bei Drehzahl          |                            | 9200/min                    | 9400/min                    |
| Getriebe              | 4-Gang                     | 4-Gang / 5-Gang             | 5-Gang                      |
| Radstand              | 1270 mm                    | 1270 mm                     | 1270 mm                     |
| Maße (L × B × H)      | 1920 mm × 520 mm × 860 mm  | 1920 mm × 520 mm × 860 mm   | 1920 mm × 520 mm × 860 mm   |
| Leergewicht           | 112 kg                     | 102–114 kg                  |                             |
| Reifen vorne / hinten | 2,50″ × 18″ / 2,50″ × 18″  | 2,75″ × 18″ / 3,00″ × 18″   | 2,75” × 18” / 3,00” × 18”   |
| Bremsen vorne/hinten  | Trommeln, 180 mm/180 mm    | Trommeln, 180 mm/180 mm     | Trommeln, 200 mm/200 mm     |
| Höchstgeschwindigkeit | 155 km/h                   | 177–190 km/h                | 200–210 km/h                |